# Соса, Марио
Ма́рио Со́са Каске́ро (исп. Mario Sosa Casquero, 1910, Гавана — неизвестно) — кубинский футболист, игравший на позиции нападающего. Участник чемпионата мира 1938 года в составе национальной сборной Кубы.

## Клубная карьера
Соса играл за команду «Иберия Гавана» в чемпионате Кубы.

## Карьера в сборной
После того, как сборная Кубы не сумела пройти квалификацию на чемпионат мира 1934 года в Италии, Сосе и его команде улыбнулась удача — из-за снятия с отбора на чемпионат мира 1938 года всех остальных команд Северной Америки, сборная получила путёвку на турнир автоматически. В 1938 году Соса был вызван на чемпионат мира и принял участие в двух матчах 1/8 финала.
В 1/8 финала против Румынии Соса вышел в стартовом составе, а его сборная сумела перевести игру в дополнительное время, завершив матч со счётом 3:3. Позже в ответном матче, благодаря голам Эктора Сокорро и Томаса Фернандеса, Куба смогла победить Румынию со счётом 2:1 и выйти в четвертьфинал, а Марио снова появился на поле. Однако в четвертьфинальном матче сборная была разгромлена сборной Швеции со счётом 8:0 и покинула турнир.